# Emilie Martin
Emilie Norton Martin (Elizabeth, Nueva Jersey, 30 de diciembre de 1869 - South Hadley, Massachusetts, 8 de febrero de 1936) fue una matemática estadounidense y profesora de matemáticas en  Mount Holyoke College.

## Biografía
Martin obtuvo su licenciatura en Bryn Mawr College en 1894 con especialización en matemáticas y latín. Continuó sus estudios de posgrado en Bryn Mawr bajo la supervisión de Charlotte Scott. Entre 1897 y 1898 usó una beca Mary E. Garrett de Bryn Mawr para estudiar en la Universidad de Gotinga. En Gotinga, Martin y Virginia Ragsdale asistieron a conferencias de Felix Klein y David Hilbert. Aunque su nombre y título de tesis fueron impresos en el programa de inicio de 1899, su Ph.D. no le fue otorgado hasta 1901, cuando se publicó su tesis.
En 1903 se convirtió en instructora en el Mount Holyoke College. Más tarde fue promovida a profesora asociada y luego profesora titular. Aunque había obtenido un doctorado, esto no aceleró su ascenso a profesora. Pasó ocho años como instructora y quince como profesora asociada. Esto era común para las mujeres de su tiempo, que a menudo no podían aprobar la cátedra asociada. La investigación de Martin se centró en los grupos de sustitución primitiva de grado 15 y los grupos de sustitución primitiva de grado 18. En 1904 publicó el índice de los primeros diez volúmenes del boletín de la American Mathematical Society.
Martin fue miembro de la Asociación Estadounidense para el Avance de la Ciencia, la Sociedad Matemática Estadounidense y la Asociación Matemática de América.